# Antonio Carlos Nicoletti
Antonio Carlos Nicoletti, (Ijuí, 21 de julho de 1981) é um servidor público e político brasileiro, filiado ao União Brasil. Atualmente, cumpre seu 2° mandato como deputado federal pelo estado de Roraima.

## Eleições 2020
Em setembro de 2020, foi oficializado como candidato do Partido Social Liberal (PSL) ao cargo de prefeito de Boa Vista nas eleições do mesmo ano, tendo Lidiane Vanderlei como vice. No entanto, foi apenas o quinto colocado, com pouco mais de 13 mil votos (8,51%)

## Controvérsias

### Impunidade a políticos acusados de assassinato
Em 10 de abril de 2024, Antonio Carlos Nicoletti (UNIÃO-RR) foi um dos deputados que votou na Comissão de Constituição e Justiça da Câmara dos Deputados em favor da soltura do deputado Chiquinho Brazão que é acusado pela Polícia Federal de ser mandante do assassinato da ex-vereadora carioca Marielle Franco e, também, de possuir vínculos com organizações criminosas milicianas do Rio de Janeiro. Esta decisão de ser contrária à prisão de um deputado federal acusado de assassinato e que foi considerado como perigoso para a Justiça Brasileira foi tomada por todos os membros do partido União Brasil.